# Старокурмашевское сельское поселение
Старокурмашевское се́льское поселе́ние — муниципальное образование в Актанышском районе Татарстана Российской Федерации.
Административный центр — село Старое Курмашево.

## История
Статус и границы сельского поселения установлены Законом Республики Татарстан от 31 января 2005 года № 13-ЗРТ «Об установлении границ территорий и статусе муниципального образования "Актанышский муниципальный район" и муниципальных образований в его составе».

## Население
| 2010 | 2011 | 2012 | 2013 | 2014 | 2015 | 2016 |
| ---- | ---- | ---- | ---- | ---- | ---- | ---- |
| 895  | ↘894 | ↘867 | ↘850 | ↘830 | ↘798 | ↘781 |
| 2017 | 2018 | 2019 | 2020 |      |      |      |
| ↘768 | ↘747 | ↘730 | ↘702 |      |      |      |

## Состав сельского поселения
| № | Населённый пункт | Тип населённого пункта       | Население |
| - | ---------------- | ---------------------------- | --------- |
| 1 | Кыр-Каентюба     | село                         |           |
| 2 | Новое Балтачево  | деревня                      |           |
| 3 | Старое Балтачево | деревня                      |           |
| 4 | Старое Курмашево | село, административный центр |           |
| 5 | Шабизбаш         | посёлок                      |           |